# Chuck Share
Charles Edward "Chuck" Share (ur. 14 marca 1927 w Akron, zm. 7 czerwca 2012 w Chesterfield) – amerykański koszykarz, występujący na pozycji środkowego, mistrz NBA z 1958 roku.

## Osiągnięcia
NCAA
- Zaliczony do III składu All-American (1950 – AP, UPI)[2]

NBA
- Mistrz NBA (1958)[1]
- Wicemistrz NBA (1957)[1]